# Danielson Ferreira Trindade
Danielson Ferreira Trindade (San Paolo, 9 gennaio 1981) è un ex calciatore brasiliano, di ruolo difensore.

## Caratteristiche tecniche
Gioca come difensore centrale.

## Carriera
Nato a San Paolo, inizia la carriera con due squadre minori brasiliane, il Grêmio Inhumense e il Gama. Approda nel 2003 al Rio Ave con cui resta per 5 stagione, prima di trasferirsi in Prem'er-Liga al Chimki. La sua avventura in Russia dura mezza stagione in quanto nella sessione invernale fa ritorno in Portogallo, più precisamente al Paços Ferreira.
Nel giugno del 2010 firma per il Nacional, con cui disputa due stagioni da titolare prima di trasferirsi a Cipro all'Omonia. Dopo una sola stagione fa nuovamente ritorno in Portogallo firmando per il Gil Vicente.
Nel luglio del 2014 si trasferisce al Moreirense.

## Palmarès

### Club

#### Competizioni nazionali
- Supercoppa di Cipro: 1

Omonia: 2012